# Molophilus scutellatus
Molophilus scutellatus är en tvåvingeart som beskrevs av Maurice Emile Marie Goetghebuer 1929. Molophilus scutellatus ingår i släktet Molophilus och familjen småharkrankar. Inga underarter finns listade i Catalogue of Life.